# Віла-Нова-Конейсан
Віла-Нова-Конейсан (порт. Vila Nova Conceição) — район міста Сан-Паулу, розташований в окрузі Моема. Район розташований поруч із парком Ібірапуера. Віла-Нова-Конейсан відома найвищими цінами на житло у місті. Стан будівель тут зазвичай дуже добрий в порівнянні з рештою міста. Також Віла-Нова-Конейсан відома великим числом парків і зелені на вулицях. Останнім часом район поступово змінюється з виключно житлового на комерційно-житловий, магазини перш за все привертає населення району з високою покупною здатністю.